# 大屯郡役所

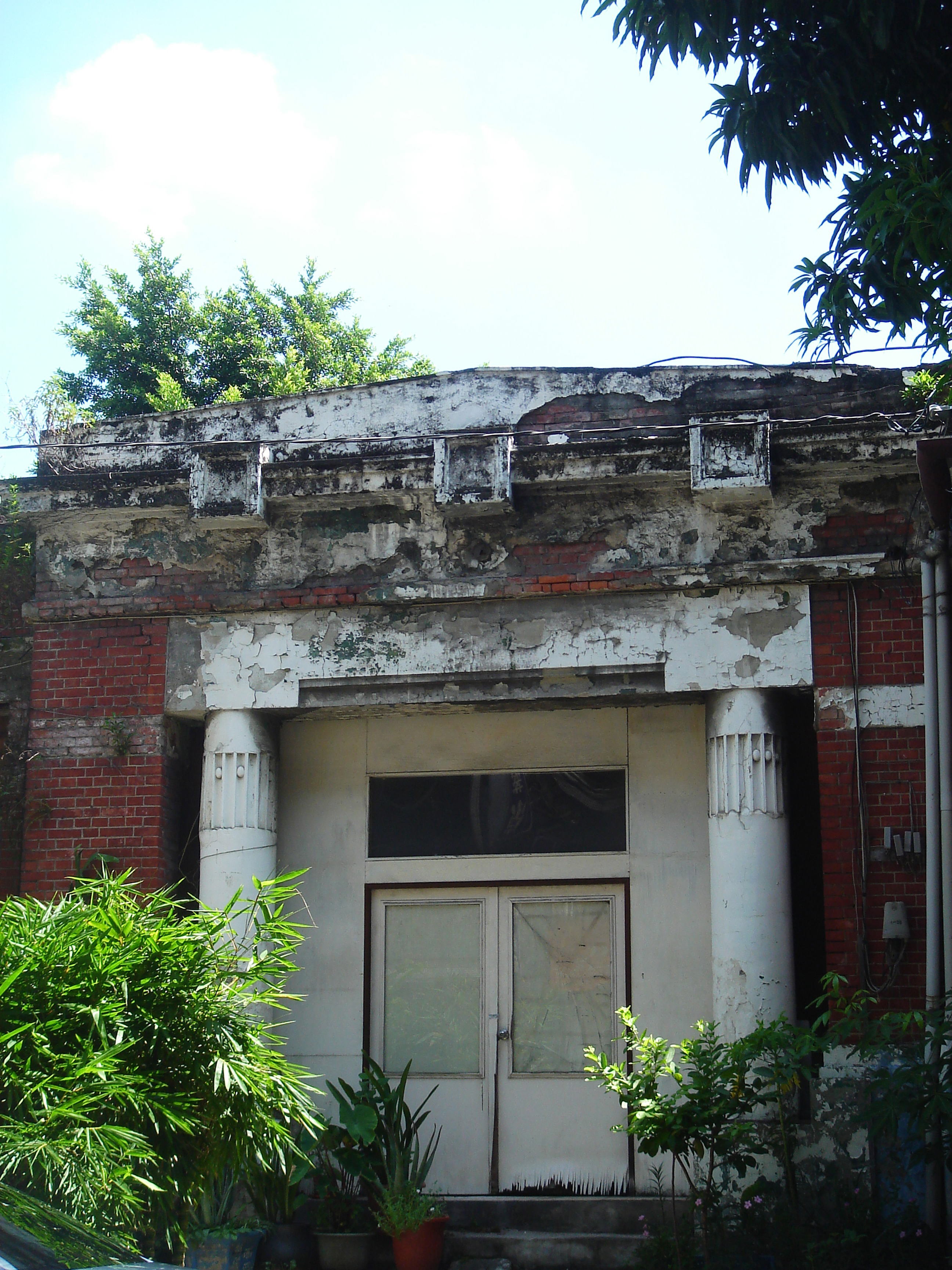
大屯郡役所修復前樣貌

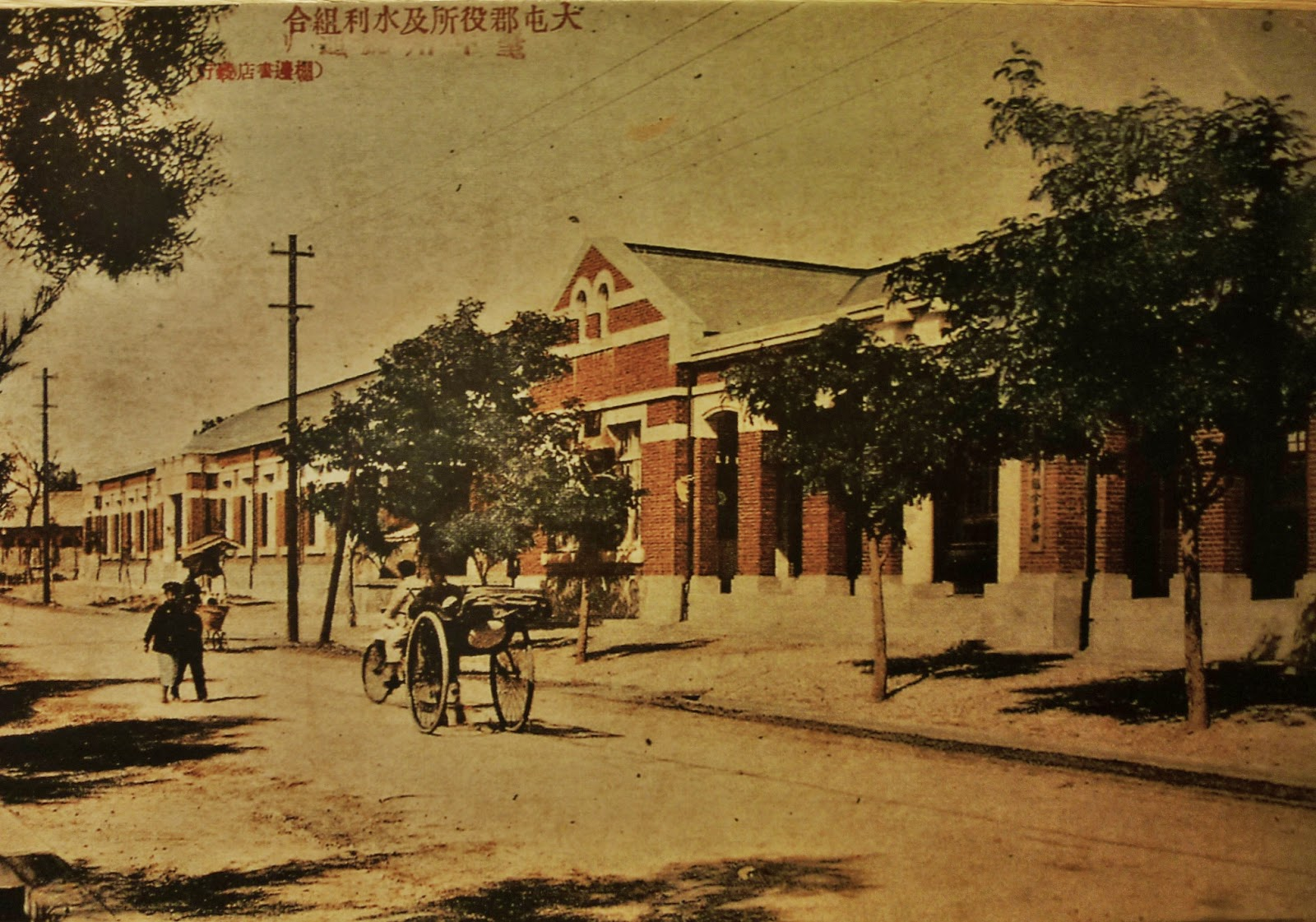
日治時期的大屯郡役所與水利組合

大屯郡役所是一座台灣日治時期掌管台中州大屯郡的官署建築，位於臺中市西區（台中州廳後方）。其在戰後分別由憲兵和眷村使用，室內經多次改建，1980年的一場火災造成建築部分損毀，而居民則自2002年遷出，2017年開始修復工程；原計畫在修復後與周邊建築共同作為現代美術館，盧秀燕市府上任數年後由承億集團與中市府簽約經營。

## 概略
大屯郡成立於1920年，掌管地區包含大里庄、霧峰庄、大平庄、北屯庄、西屯庄、南屯庄、烏日庄，但大屯郡役所並非設在其管區內，而是設在臺中市利國町，其下設有庶務課、警察課、勸業課。大屯郡役所的廳舍主建築於1924年12月25日竣工，一旁的附屬建築則於1932年增建完成，與台中州廳、大屯郡水利組合事務所位在同個街廓。大屯郡役所的建築主體平面呈L字型，分為北棟和西棟，西棟臨現今民生路；其與原臺中州廳西側附屬廳舍及原水利組合廳舍相連；主要入口之型式為挑高二層柱列式門廊；內有拱廊相接，其構造材料與臺中州廳本體多有類似；外側山牆上有勳章飾，立面為灰泥飾面，有多立克樣式柱列及拱心石等。
大屯郡役所廳舍在戰後由臺中縣參議會使用，在1950年後作為憲兵第四團分遣排遷臺時之駐地，臺中軍中擴播電臺亦曾設置在大屯郡役所北棟。1963年11月，「憲光七村」正式建村，並使用了部分大屯郡役所廳舍建築。1980年的火災使部分眷舍屋頂與室內裝修燒毀，加上住戶歷年的嚴重增改建，而形成目前的樣貌。
2017年4月，台中州廳、大屯郡役所、台中州廳附屬建築群及舊市議會與周遭空間展開修繕與景觀改造，總經費新台幣3.5億元（中央補助2.1億元，市府負擔1.4億元）。承億集團在2024年9月時與台中市政府議約，以ROT模式經營管理該地。

## 延伸閱讀
- 大屯郡管內圖（页面存档备份，存于），約在1932-1945年繪製而成的，其繪製範圍為當時的臺中州大屯郡（今大里、太平、霧峰、烏日、南屯、北屯、西屯等區），連同州轄臺中市在內[5]。
- 歷史建築大屯郡役所及臺中州廳附屬建築群調查研究及修復計畫，方鳳玉、李琦華，國立臺中科技大學